# Jankowo Pomorskie Wąskotorowe
Jankowo Pomorskie Wąskotorowe – nieczynna stacja stargardzkiej kolei wąskotorowej w Drawsku Pomorskim, w województwie zachodniopomorskim, w Polsce. Stacja została zlikwidowana po 1956 roku.